# Иван Цанев
Иван Цанев Иванов е известен български поет.

## Биография
Роден е на 30 ноември 1941 г. в село Острица. Завършва русенската гимназия „Баба Тонка“ и след отбиване на военната служба следва руска и българска филология във филологическия факултет на Софийския държавен университет.
Работи за кратко като литературен консултант във в. „Студентска трибуна“ и сп. „Родна реч“. От средата на 1973 до 1981 г. е редактор в отдел „Поезия“ на сп. „Пламък“. За кратко време през 80-те години е редактор в сп. „Славейче“, изд. „Български художник“ и изд. „Български писател“, а през 1990 г. само за три дни е главен редактор на сп. „Картинна галерия“. През 90-те години инцидентно е консултант във в. „Литературен форум“, а в началото на ХХІ век – в сп. „Родна реч“. Съпруг на поетесата Малина Томова.
Дебютира през пролетта на 1968 г. със стихосбирката „Седмица“, която е посрещната като едно от явленията в младата българска поезия. Следващите му поетически книги излизат през паузи от четири-пет и повече години: „Неделен земетръс“ (1973), „Телеграма“ (1977), „Едничка дума“ (1981), „Седмоднев“ (1987), „Стихове и междустишия“ (1995) и „Дърво на хълма“ (2001).
През 70-те и 80-те години се утвърждава и като един от най-добрите български поети за деца. Издава над десет книги със стихотворения и поеми за деца.
Стиховете му са превеждани на почти всички европейски езици.

## Признание и награди
- Носител на националната награда „Петко Р. Славейков“ (1991).
- Носител на наградата за детска литература „Калина Малина“ (1993).[1]
- През 1997 година е отличен с наградата „Иван Николов“ за цялостно литературно творчество и става лауреат на международната академия на изкуствата.[2]
- През 2002 година е удостоен с националната награда за поезия „Пеньо Пенев“.[3]
- През 2005 година получава наградата „Атанас Далчев“.[4]
- Книгата му „5 за 4“, илюстрирана от Яна Левиева, получава националната награда за детска литература „Христо Г. Данов“ през 2002 година,[5] а през 2008 година е избрана да представлява българската детско-юношеска литература на „Европейски културен сезон“ в Париж, организиран от Френското председателство на Европейския съюз.[6]
- През 2009 г. получава националната награда „Константин Константинов“ за цялостен принос в детското книгоиздаване.[7]
- През 2011 г. е удостоен с наградата Паметна сабя „Балинт Балаши“.
- В средата на декември 2011 година департамент Нова българистика към Нов български университет организира Национална научна конференция „Иван Цанев в българската литература и култура“.[8]
- Удостоен е с Голямата награда за литература на Софийския университет за 2012 година.[9]
- През 2015 г. е отличен с наградата „Орфеев венец“.[10]
- През 2015 г. е отличен с наградата „Милош Зяпков“ в Ракитово за книгата си „Ранни стихотворения“[11]
- През 2016 г. е отличен с Националната литературна награда „Иван Динков“.[12][13]
- През 2025 г. получава наградата „Константин Павлов“.[14]